# Bob Hammer
Bob Hammer, rodným jménem Howard Robert Hammer (3. března 1930, Indianapolis – 26. prosince 2021), byl americký jazzový klavírista. Jeho otec byl rovněž jazzový hudebník. Bob Hammer vyrůstal v Michiganu, kde také od svých patnácti let veřejně vystupoval. Nejprve studoval na Michiganské státní univerzitě a následně pak na Manhattan School of Music. Přestože také vystupoval s vlastní kapelou, převážně se věnoval doprovodu jiných hudebníků. Během své kariéry spolupracoval s mnoha hudebníky, mezi které patří například Charles Mingus, Johnny Hartman, Floyd Standifer nebo Stephanie Porter.